# 38203 Сеннер
38203 Сеннер (38203 Sanner) — астероїд головного поясу, відкритий 19 червня 1999 року.
Тіссеранів параметр щодо Юпітера — 3,434.